# Gà rừng lông đỏ Java
Gà rừng lông đỏ Java hay còn gọi là gà Bankiva (Danh pháp khoa học: Gallus gallus bankiva) là một phân loài của loài gà rừng lông đỏ (Gallus gallus) phân bố ở đảo Java của Indonesia. Loại gà này có tên gọi là Bankiva là vì phân loài gà này bắt nguồn từ gà rừng đỏ ở Java, hiện nay gà nhà đến từ gà rừng Đông Nam Á như ở Việt Nam hoặc Thái Lan không phải từ loại Gallus gallus bankiva tuy nhiên tên gọi Bankiva không còn tên. 

## Đặc điểm
Chúng về hình dáng thì tương tự gà rừng, mào lá, tầm vóc nhỏ tới trung bình, xương nhỏ, lông nhiều hợp thích hợp với bay nhảy. Thớ thịt gà Bankiva dẻo và nhiều nước hơn nhưng các vết thương tương tự ở gà Bankiva sẽ gây tử vong, ở gà Bankiva rặt xương trơn láng và nhẹ, xương sọ của chủng Bankiva lại dài, mắt lồi, da mặt mỏng. Mào gà rừng Bankiva to và có răng cưa sẽ bị vướng vào cỏ và bụi rậm.
Lông vũ dài và mềm như của gà Bankiva sẽ làm cản trở trong vùng rừng cỏ cao. Cựa mọc ở vị trí cao và quớt lên như ở gà Bankiva sẽ làm gà bị vướng vào cỏ. Gà Bankiva bươi nhẹ, sức bươi yếu chỉ đủ cào lật lá cây lên hoặc lỗ cạn. Gà Bankiva thích đa thê, gà Bankiva thích đậu trên cao để ngủ. Gà Bankiva có thị lực tốt ban ngày nhưng thính giác không tốt. Gà Bankiva thường nhạy cảm và căng thẳng hơn. 

## Lai tạo
Hiện nay, những giống gà từ Đông Nam Á có thể được đưa đến châu Âu nhờ người Phoenician đưa tới. Người Phoenician là người chuyên về buôn bán qua đường biển cách đây vài ngàn năm. Sau khi nền văn minh của người Phoenician lụi tàn không có sự giao thương đáng kể nào giữa châu Á và châu Âu cho tới khi người châu Âu đi tìm thuộc địa vào thế kỷ 15. Trong suốt thời gian đó chủng gà Bankiva phát triển độc lập ở châu Âu. Do đó gà Bankiva có khi còn được gọi là gà châu Âu, gà phương Tây là gà của người da trắng.
Khi người châu Âu thấy gà chọi Mã Lai đã có giả thiết về tổ tiên khác hẳn với gà rừng đỏ do hình dáng và tập tính sinh sống quá khác biệt so với loại gà Bankiva. Từ loại Bankiva nếu mà qua chọn lọc nhân tạo để biến thành một loại gà lớn hơn gấp 5 lần với hình thể giải phẫu học hoàn toàn khác hẳn. Các loại gà lai giữa các giống như gà đòn x gà lông bankiva cũng được thực hiện nhiều như Asil x gà Mỹ, với máu gà lông bankiva xương nhẹ một lợi thế về tốc độ.
Bộ xương và nội tạng sẽ không thay đổi tới mức khác biệt rõ ràng như giữa giống Bankiva và Malay. Hầu hết các giống gà châu Âu lại tổ trở về giống gà Bankiva gốc và điều này là bằng chứng nó đến từ nguồn đó. Giữa các loại gà từ gốc Bankiva ở châu Âu sau vài ngàn năm thuần hóa cũng có sự khác biệt giữa các giống gà như hình dáng, kích thước nhưng sự khác biệt không lớn lao như khi so sánh sự khác biệt giữa Bankiva và Malay. 